# 십이이십면체
| 십이이십면체                          | 십이이십면체                                                                                         |
| ------------------------------------- | --- |
| (클릭해서 회전하는 모델을 볼 수 있다) | |
| 종류                                  | 아르키메데스의 다면체 고른 다면체                                                                    |
| 성분                                  | F = 32, E = 60, V = 30 (χ = 2)                                                                       |
| 면의 수{변의 수}                      | 20{3}+12{5}                                                                                          |
| 콘웨이 표기법                         | aD                                                                                                   |
| 슐레플리 기호                         | r{5,3}                                                                                               |
| 슐레플리 기호                         | t1{5,3}                                                                                              |
| 위토프 기호                           | 2 \| 3 5                                                                                             |
| 콕서터 다이어그램                     | |
| 대칭군                                | Ih, H3, [5,3], (*532), 120차                                                                         |
| 회전군                                | I, [5,3]+, (532), 60차                                                                               |
| 이면각                                | 142.62° {\displaystyle \cos ^{-1}\left(-{\sqrt {{\frac {1}{15}}\left(5+2{\sqrt {5}}\right)}}\right)} |
| 참조                                  | U24, C28, W12                                                                                        |
| 특성                                  | 반정다면체 볼록 준정다면체                                                                           |
| 색칠된 면                             | 3.5.3.5 (꼭짓점 도형)                                                                                |
| 마름모삼십면체 (쌍대다면체)           | 전개도                                                                                               |

십이이십면체는 정십이면체의 쌍대다면체인 정이십면체의 중간이다. 면의 수는 역시나 32개이지만, 모서리의 수는 60개, 꼭짓점은 30개 뿐이다. 정십이면체의 꼭짓점이나 정이십면체의 꼭짓점을 모서리의 1/2 정도 깎아서도 만들 수 있다. 이것은 비틀어 붙인 오각둥근지붕으로 볼 수 있다.
= 비틀어 붙인 두 오각둥근지붕

## 공식
한 모서리의 길이가 {\displaystyle a}인 십이이십면체의 겉넓이 {\displaystyle A}와 부피 {\displaystyle V}는 다음과 같다.
{\displaystyle A=(5{\sqrt {3}}+3{\sqrt {25+10{\sqrt {5}}}})a^{2}}
{\displaystyle V={\frac {45+17{\sqrt {5}}}{6}}a^{3}}

## 비슷한 다면체
| 정십이면체 | 깎은 정십이면체 | 십이이십면체 | 깎은 정이십면체 | 정이십면체 |

## 같이 보기
- 육팔면체
- 이십면체
- 마름모십이이십면체
- 깎은 십이이십면체